# Мир, о котором я не знала до тебя
«Мир, о котором я не знала до тебя / Take you back» (укр. «Світ, про який я не знала до тебе / Take you back») — дванадцятий сингл російсько-українського гурту «ВІА Гра», з альбому «Биология» / «L.M.L». Варто зауважити, що для кліпу пісня була переписана з голосом Альбіни Джанабаєвої, в той час як на альбомі «Биология» пісня представлена в оригінальному запису з Анною Сєдоковою.

## Відеокліп
Дванадцятий кліп гурту. За сценарієм дівчата були ангелами, тому їх забезпечили ангельськими крилами. Брюнетці Наді Грановській покладалися чорні крила, блондинці Вірі Брежнєвій — білі, а русявий Альбіні Джанабаєвій — червоні.
Режисер кліпу Семен Горов.

## Офіційні версії пісні російською мовою
- Мир, о котором я не знала до тебя (Альбомна Версія)
- Мир, о котором я не знала до тебя (Радіо Версія)

## Офіційні версії пісні англійською мовою
- Take you back (Альбомна Версія)
- Take you back (Радіо Версія)

## Учасники запису російськомовної версії
Альбомна версія 2003 року. Початкові учасники запису:
- Надія Грановська
- Анна Сєдокова
- Віра Брежнєва

Як сингл пісня була пущена в ротацію у 2004 році. Перезаписана:
- Надія Грановська
- Віра Брежнєва
- Альбіна Джанабаєва

## Учасники запису англомовної версії
Як сингл пісня була пущена в ротацію у 2004 році. Початкові учасники запису:
- Надія Грановська
- Віра Брежнєва
- Альбіна Джанабаєва

Альбомна версія 2007 року. Перезаписана:
- Віра Брежнєва
- Альбіна Джанабаєва
- Ольга Корягіна